# 江苏省人民检察院
江苏省人民检察院是江苏省的检察机关，现任检察长为赵铁实。

## 历史沿革
中华人民共和国建立初期，江苏省分为苏南行政区、苏北行政区、南京市三个行政区。1950年，先后建苏南人民检察署、苏北人民检察署、南京市人民检察署。当时检察制度下，苏南人民检察署检察长黄赤波、苏北人民检察署检察长陈扬和南京市人民检察署检察长陈养山均由政务院总理周恩来任命。
1952年11月至12月间，苏南行政区、苏北行政区、南京市重组江苏省。1953年1月1日，江苏省人民政府正式成立。苏南人民检察署、苏北人民检察署、南京市人民检察署在同日组建江苏省人民检察署，启用印章。
1954年，颁布实施《中华人民共和国宪法》和《人民检察院组织法》。1955年初，江苏省各级人民检察署正式改名为人民检察院。1月，江苏省人民检察署更名为江苏省人民检察院，随后全面开展各项检察业务工作。
1966年文化大革命开始，全国各级检察机关陆续被撤销，至1978年，江苏省人民检察院中断办公11年。1978年6月1日，最高人民检察院启用印鉴，正式恢复办公。其后，江苏省各级检察机关陆续恢复重建。7月，江苏省人民检察院南通分院恢复重建（11月28日正式对外办公）。8月，江苏省人民检察院苏州分院与苏州市人民检察院恢复重建。9月5日，江苏省人民检察院正式挂牌办公。
1991年，设立江苏省人民检察院反贪污贿赂局。1996年，设立反渎职侵权局。2003年，江苏省成立预防职务犯罪工作领导小组，领导小组办公室设在省检察院。

## 组织架构

### 业务下级机构
- 江苏省南京市人民检察院
- 江苏省无锡市人民检察院
- 江苏省徐州市人民检察院
- 江苏省常州市人民检察院
- 江苏省苏州市人民检察院
  - 1983年1月，江苏省人民检察院苏州分院与苏州市人民检察院，合并为新的苏州市人民检察院[6]。
- 江苏省南通市人民检察院
  - 1983年3月，撤销南通地区，所辖县归属南通市，实行市管县体制，由此撤销江苏省人民检察院南通分院，职权由江苏省南通市人民检察院行使[5]。
- 江苏省连云港市人民检察院
- 江苏省淮安市人民检察院
- 江苏省盐城市人民检察院
- 江苏省扬州市人民检察院
- 江苏省镇江市人民检察院
- 江苏省泰州市人民检察院
- 江苏省宿迁市人民检察院

## 历任领导
| 苏南人民检察署检察长 - 黄赤波 | 苏北人民检察署检察长 - 陈扬 | 南京市人民检察署检察长 - 陈养山 |

| 江苏省人民检察署检察长 - 不详 - 欧阳惠林 - 不详 江苏省人民检察院检察长 - 不详 - 徐 安（2008年2月－2016年1月） - 刘 华（2016年1月——？) - 赵铁实（2025年在任) |